# Carmen Potts
Carmen Potts de Pérez Uribe o de Vizcarra (Lima, 1841-1890) va ser una escriptora peruana.
Va néixer a Lima el 1841, va viure durant molts anys al Callao. Forma part d'una generació de dones peruanes que van influir en els espais públics durant la segona meitat de segle xix gràcies a l'educació que els van procurar les seves famílies, ben situades i moltes vegades amb ascendència anglesa. Va col·laborar des de la seva joventut amb els diaris El Chalaco i El Porvenir. El 15 de desembre de 1862 va estrenar en el teatre del Callao el drama patriòtic República y monarquía, per la qual va ser ovacionada pel públic i, a més, ella mateixa hi va interpretar el paper d'Amalia Pérez. Va assistir sovint les vetllades literàries que es feien a Lima i va dedicar odes als herois que van morir durant la Guerra del Pacífic (1879-1883), que va enfrontar Perú i Xile.
En part de la seva obra parla de l'Església, a la qual censura en part i utilitza un personatge femení per fer-ho, però no contra la seva fe, que reafirma, sinó contra els preveres sense vocació que es desviaven del camí correcte. D'altra banda, un dels seus poemes més destacats és Año nuevo, en el qual elogia la tasca poètica de trenta escriptores peruanes. Va morir el 17 de setembre de 1890.